# Capilla del cementerio de Nava
La capilla del cementerio de Nava se encuentra en la localidad y el concejo homónimo, en Asturias.
La capilla actual data de 1888 y en ella se conserva sólo una ventana prerrománica, un sarcófago gótico, dos ventanas románicas de algún templo altomedieval y algún capitel. Se cree que las ventanas pertenecen al templo románico de 863 procedente del convento de San Bartolomé de Fozana, destruido durante la Guerra Civil.
En el templo se encuentra una ménsula que representa la cabeza animal con un cerdo en su boca, de factura románica.
La iglesia cuenta con una espadaña con una sola campana.